# Andy Ireland

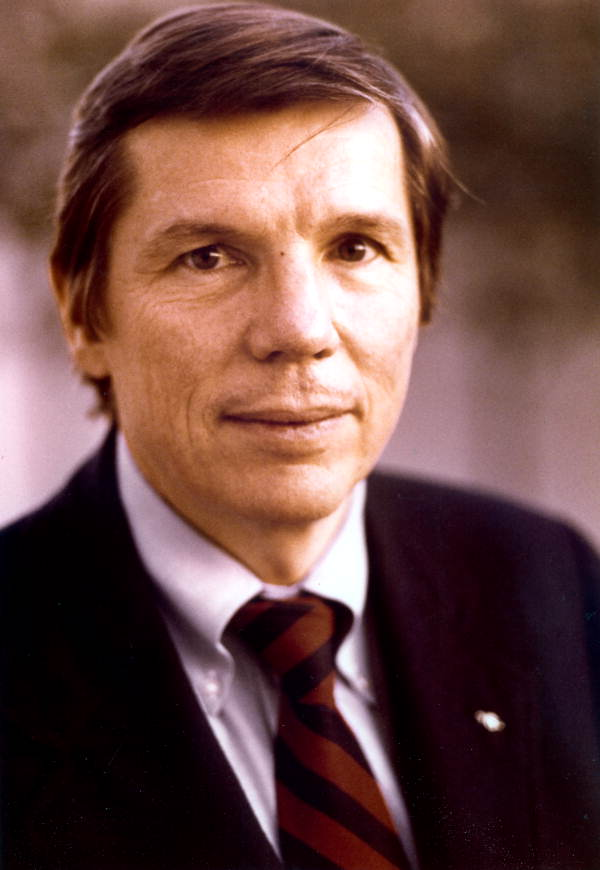
Andy Ireland

Andrew Poysell „Andy“ Ireland (* 23. August 1930 in Cincinnati, Ohio; † 20. Oktober 2024 in Sarasota, Florida) war ein US-amerikanischer Politiker. Zwischen 1977 und 1993 vertrat er den Bundesstaat Florida im US-Repräsentantenhaus.

## Werdegang
Andy Ireland besuchte zunächst private Schulen in seiner Heimatstadt Cincinnati und danach bis 1948 die Phillips Academy in Andover (Massachusetts). In den folgenden Jahren studierte er zunächst bis 1952 an der Yale University, dann bis 1954 an der Columbia University in New York City und schließlich bis 1959 an der Louisiana State University. Ireland arbeitete als Berater und Geschäftsmann und war seit 1954 im Bankgewerbe tätig. Bis 1970 bekleidete er bei verschiedenen Banken in Florida führende Positionen.
Politisch war Ireland damals Mitglied der Demokratischen Partei. Von 1966 bis 1968 saß er im Gemeinderat von Winter Haven. Bei den Kongresswahlen des Jahres 1976 wurde er im achten Wahlbezirk von Florida in das US-Repräsentantenhaus in Washington, D.C. gewählt, wo er am 3. Januar 1977 die Nachfolge von James A. Haley antrat. Nach sieben Wiederwahlen konnte er bis zum 3. Januar 1993 acht Legislaturperioden im Kongress absolvieren. Seit 1983 vertrat er dort als Nachfolger von Louis A. Bafalis den zehnten Distrikt seines Staates. Am 5. Juli 1984 wechselte Ireland seine Parteizugehörigkeit und wurde Mitglied der Republikaner. Während seiner Zeit als Kongressabgeordneter war er im Jahr 1981 auch Delegierter bei den Vereinten Nationen.
1992 verzichtete Ireland auf eine erneute Kandidatur. In der Folge zog er sich aus der Politik zurück. Später lebte er in Boca Grande.
Ireland war verheiratet und hatte vier Kinder. Er starb im Oktober 2024 im Alter von 94 Jahren.